# 恐怖の巨大グモ
「恐怖の巨大グモ」（きょうふのきょだいグモ）は、イギリスのSFドラマ『プライミーバル』の第1章第2話。2007年2月17日にITVで初放送された。ロンドン市内の地下鉄に時空の亀裂が発生し、調査チームと内務省は出没する有毒生物に対処する。

## プロット

### あらすじ
前話の結末で妻ヘレンの生存を知ったニックは、彼女の生存を周囲に隠しつつ、論文から時空の亀裂の手がかりを探していた。一方コナーはペルム紀の生物と対峙した興奮が冷めきらず、国家機密に指定された時空の亀裂に関する情報を大学の友人トムとダンカンに漏らしてしまう。コナーとアビーはトムとダンカンによる悪戯に踊らされて2人で亀裂調査に赴いてしまい、ニックから叱責され、コナーは亀裂調査プロジェクトから除名される。
その頃地下鉄に巨大なクモが侵入し、その報告を受けた害虫駆除作業員も鋭利な口器で噛まれて毒を注入され昏睡状態に陥る。クローディアの訴えもあって、駅のうち廃線になった領域が内務省の指示により封鎖される。特殊部隊と調査チームが投入されるが、特殊部隊はクモの群れと交戦して撤退を余儀なくされる。生物の特徴と隊員の体調不良、そして跳弾の激しい火花などから、ペルム紀よりも以前、大気中の酸素濃度の高かった石炭紀に亀裂が通じていると判明する。
クモ型生物が光を苦手とするという習性を予想し、照明を持って突入した調査チームが対峙したのは狂暴なアースロプレウラであった。アースロプレウラの猛攻を受けたニックは地下鉄の奥に追いやられ、彼を救うべく辛うじて脱出したスティーブンがガスバーナーを所持して再度突入し、アースロプレウラに噛まれて昏睡状態に陥る。この時、スティーブンの視界にはヘレンの姿が映る。
ニックがスティーブンを救出すると共に、コナーが応援に駆け付ける。毒を注入されたスティーブンを助けるための最終手段として調査チームはアースロプレウラの毒を入手して血清を用意する作戦を立て、コナーとニックとライアン大尉がアースロプレウラの掘った穴の奥に進入する。ニックが毒液の採取に成功し、アースロプレウラはライアン大尉やコナーと交戦した末に感電して力尽きる。
事態が収束しても、まだ時空の亀裂は閉じていない。スティーブンは病院に搬送される前に、ヘレンが亀裂の向こうで待っているとニックに告げていた。ニックは無言で光を放つ亀裂に向かって「ヘレン、どこに居る」と問いかける。

### 連続性
本作の結末に至っても亀裂は閉じておらず、次話「海の怪物」でコナーが状況報告を行っている。アースロプレウラは第2章第6話「罠」と第7話「陰謀の果て」にも僅かに登場した。

## キャスト
日本語吹替声優は左からNHK放送版、DVD版の順。
ニック・カッター
演 - ダグラス・ヘンシュオール、声 - 堀内賢雄/大塚芳忠
スティーブン・ハート
演 - ジェームズ・マレー、声 - 川本克彦/加瀬康之
コナー・テンプル
演 - アンドリュー・リー・ポッツ、声 - 宮下栄治/浪川大輔
アビー・メイトランド
演 - ハナ・スピアリット、声 - 斉藤梨絵/足立友
クローディア・ブラウン
演 - ルーシー・ブラウン、声 - 加藤優子/小林さやか
ヘレン・カッター
演 - ジュリエット・オーブリー、声 - 唐沢潤/赤池裕美子
ジェームズ・レスター
演 - ベン・ミラー、声 - 横島亘/御園行洋
トム・ライアン
演 - マーク・ウェイクリング、声 - 藤真秀/一馬芳和
トム
演 - ジェイク・カラン
ダンカン
演 - ジェームズ・ブラッドショー

## 登場する生物
コエルロサウラヴス
前話から引き続き登場。レックス。
巨大グモ
モデルはメガラシネ。化石の不完全さゆえに巨大なクモと解釈されその通りに学名も命名されていたが、2005年にウミサソリの仲間であると発表された。
アースロプレウラ
化石から確認されている全長3メートルの2倍程度に達する全長6メートルの姿で復元されている。また、頭部が未発見のため厳密な食性は不明であるものの植物食性と推測されているが、劇中では動物食性動物のムカデとして描写されている。
アースロプレウラとメガラクネは『プライミーバル』と同じくインポッシブル・ピクチャーズが製作したドキュメンタリー番組『ウォーキングwithモンスター〜前恐竜時代 巨大生物の誕生』にも登場している。また、アースロプレウラは『プレヒストリック・パーク 〜絶滅動物を救え!〜』にも登場した。ただしいずれのアースロプレウラも『プライミーバル』のものとは姿が異なり、ヤスデとして扱われている。

## 放送
イギリスではITVで2007年2月17日に、ドイツではプロジーベンで Spinnennest という題で2007年6月11日に初放送された。アメリカ合衆国ではBBCアメリカにて2008年8月16日に放送された。
日本では2009年1月2日午後5時10分から前話「太古への扉」に続けて初放送された。第2章の初放送に合わせての第1章の再放送時には同年8月23日午後5時からNHK総合で放送され、さらに第3章の初放送に合わせて2010年4月11日に午前10時50分からの枠で再度再放送された。

## 反響
NHKオンデマンドの特選ライブラリーでは、それぞれの作品で配信時期に差があるものの、2008年12月1日から2009年8月31日までのPCでの視聴回数で第74位を記録した。100位圏内に入った『プライミーバル』のエピソードには、他に第1話「太古への扉」（第6位）と第6話「未知なる獣」（第90位）があった。9月30日まで範囲を拡大すると、「恐怖の巨大グモ」はタイトル別で第27位を記録した。

### 批評
Webサイト The Sci-Fi Online のポール・シンプソンは、「恐怖の巨大グモ」に10点満点で8点の評価をつけた。彼は前話「太古への扉」が『ジュラシック・パーク』を模倣している一方で「恐怖の巨大グモ」は映画『アラクノフォビア』を模していると指摘したが、既存の作品に影響されている様子を見るのがむしろ楽しいと綴った。彼は、単純明快なプロットにヘレンの謎が加わっていることと、特殊部隊と調査チームを区分することで科学者の突入前に『エイリアン』風の戦いを展開できてドラマチックに仕上がっていることを称賛した。また、アビーとコナーをはじめ登場人物に重きを置いた場面もあると評価し、展開上それらの動きを奪うことになる生物については、クモを怖がる人物であれば極めて現実的な恐怖を味わうだろうと述べた。アースロプレウラの扱いに不満を口にしつつ、彼は次話「海の怪物」で時空の亀裂が民間人にも明らかになると予想してレビューを終えた。
Mail on Sunday 紙は「恐怖の巨大グモ」に4つ星を付けた。片思いの三角関係、タイムトラベラーのヘレンの謎めいた再登場、そして"素晴らしい"コメディ風味の台詞を称賛し、『プライミーバル』には全てが詰まっていると評価した。TV Zone 誌のアンソニー・ブラウンはアースロプレウラの効果が他のエピソードの生物と比較して劣っていると批判したものの、結局トムとダンカンの悪戯だったとはいえアビーとコナーが積極的に亀裂調査に乗り出したことを高く評価した。彼は全体として良い形に仕上がっていたと述べて「恐怖の巨大グモ」のレビューを締め括った。